# Delia piliventris
Delia piliventris este o specie de muște din genul Delia, familia Anthomyiidae. A fost descrisă pentru prima dată de Pokorny în anul 1889. Conform Catalogue of Life specia Delia piliventris nu are subspecii cunoscute.